# بروس وایتز
بروس وایتز (انگلیسی: Bruce Weitz؛ زادهٔ ۲۷ مهٔ ۱۹۴۳) یک هنرپیشه اهل ایالات متحده آمریکا است. وی از سال ۱۹۷۶ میلادی تاکنون مشغول فعالیت بوده‌است.
از فیلم‌ها یا برنامه‌های تلویزیونی که وی در آن نقش داشته است می‌توان به نصفه گذشته از مرگ اشاره کرد.